# Salvador Gurri

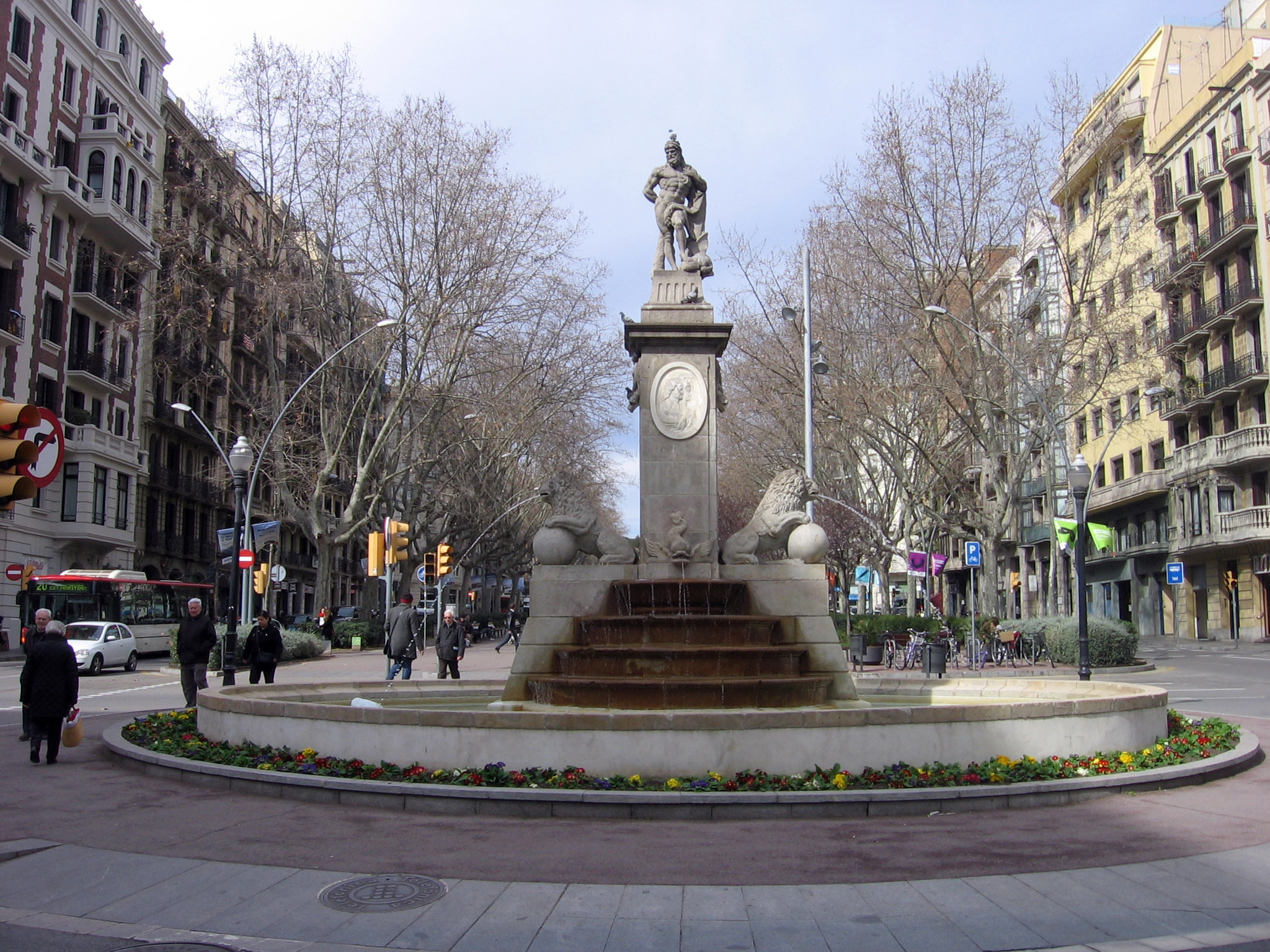
Fuente de Hércules (1802), de Salvador Gurri y Josep Moret.

Salvador Gurri i Corominas (Tona, Barcelona 1749 - Barcelona 1819) fue un escultor español.

## Biografía

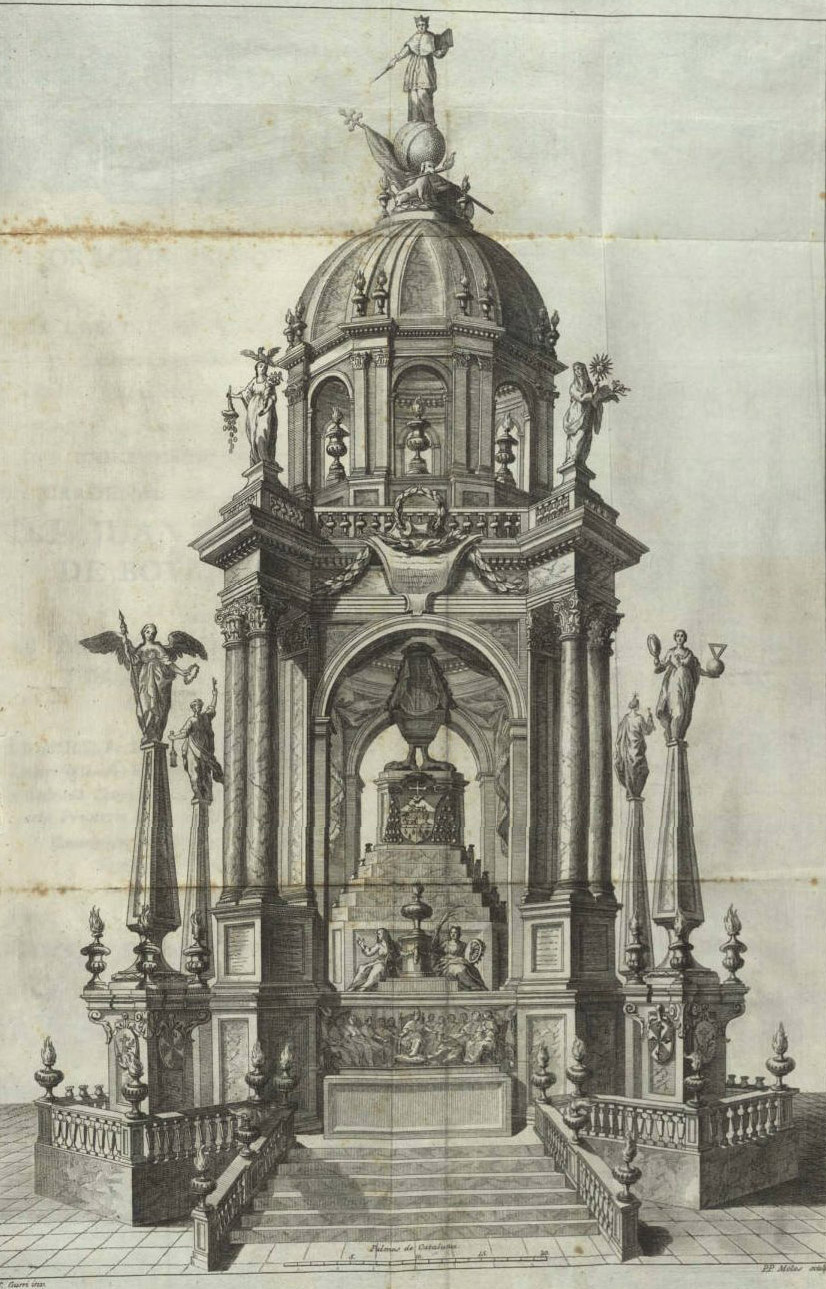
Túmulo del cardenal Juan Tomás de Boxadors, convento de Santa Catalina (1781); grabado de Pere Pasqual Moles.

Formó parte del profesorado de la Escuela de la Lonja de Barcelona, donde tuvo entre sus discípulos a Damià Campeny. En 1777 es nombrado académico de mérito de la Real Academia de Bellas Artes de San Fernando de Madrid.
Trabajó para la Catedral de Lérida y para distintas iglesias de Barcelona, realizó el retablo del Cristo y las Almas para la iglesia de San Antonio de Villanueva y Geltrú (1770), el de la Basílica de Santa María de Mataró (1778-1804) o la Virgen de la Esperanza para Santa María del Mar de Barcelona (1771-1782).

## Otras obras
- Túmulo del cardenal Juan Tomás de Boxadors, convento de Santa Catalina (1781).
- La Industria 1802. En la escalera de honor de la Lonja en Barcelona.
- El Comercio 1802. En la escalera de honor de la Lonja de Barcelona.
- Ángeles con trofeos de la Pasión 1807-1820. En la Iglesia de San Felipe Neri de Barcelona.
- Fuente de Hércules 1797-1802. Inicialmente en el Paseo de la Explanada, trasladada en 1929 al Paseo de San Juan de Barcelona.
- Minerva de la Fuente del Viejo 1818. Barcelona.